# سمكة ملاك ملكي
سمكة الملاك الملكي هي نوع من أسماك شعاعيات الزعانف البحرية، وهي من العنفوزيات التي تنتمي إلى فصيلة وجنس بايغوبليتس أحادي الطراز. تتوفر السمكة في منطقة الهندي-الهادئ الاستوائية. يمكن أن تنمو السمكة حتى يبلغ طولها 25 سم.